# Selago polycephala
Selago polycephala är en flenörtsväxtart som beskrevs av Christoph Friedrich Otto och Wilhelm Gerhard Walpers. Selago polycephala ingår i släktet Selago och familjen flenörtsväxter. Inga underarter finns listade i Catalogue of Life.